# Mydaea rufinervis
Mydaea rufinervis este o specie de muște din genul Mydaea, familia Muscidae. A fost descrisă pentru prima dată de Pokorny în anul 1889. Conform Catalogue of Life specia Mydaea rufinervis nu are subspecii cunoscute.